# تغییرشکل مومسان شدید
تغییرشکل مومسان شدید (به انگلیسی: Severe Plastic Deformation، SPD) یکی از روش‌های تولید مواد نانوساختار است. در این روش زیر ساختار مواد را با ایجاد تغییر شکل پلاستیک شدید تغییر داده و دانه‌های بزرگتر را به دانه‌های ریزتر تبدیل می‌کنند. به علت شکل‌پذیری پایین مواد غیرفلزی، تولید مواد نانوساختار فلزی به این روش مرسوم‌تر است.فرایندهای تغییر شکل پلاستیک شدید (SPD) یک اصطلاح عمومی برای توصیف گروهی از روش‌های کار بر روی مواد که به‌طور معمول کرنش‌های بسیار بزرگی را در قطعات کار (با ایجاد یک تنش هیدرو استاتیک بالا و تنش برشی زیاد) به وجود می‌آورند که این کرنش بالا چگالی عیوب (عموماً نابجایی‌ها و جای خالی‌ها) را افزایش می‌دهد و این باعث ایجاد ساختارd<۵۰۰nm)UFG)و نانو ساختار (NC)(d<۱۰۰nm) می‌شود.

## تاریخچه
وسعه اصول اساسی روش‌های SPD به کارهای اولیه پرسی ویلیام بریجمن در دانشگاه هاروارد در سال ۱۹۳۰ بر می‌گردد. اثرات این کار بر مواد جامد (با ترکیب فشار هیدرواستاتیک بزرگ با تغییر شکل برشی) منجر به دریافت جایزه نوبل فیزیک در سال ۱۹۴۶ شد. فرایندهایی که در زیر شرح داده شده‌اند مثل ECAP که توسط V.M.Segal و همکارانش در مینسک در سال ۱۹۷۰ و HPT از اصول کار پرسی ویلیام بریجمن گرفته شده‌اند. اصول اولیه SPD تا سال ۱۹۸۰ در آکادمی علوم روسیه در دوران امروزی یکاترینبورگ توسعه نیافت.
− 	
برخی تعاریف دیگر SPD را فرایندی که با یک فشار هیدرواستاتیک بالا یک کرنش بسیار بالا در قطعه کار بدون تغییر قابل توجهی در ابعاد آن ایجاد می‌کند توصیف می‌کنند.

## انواع فرایندها

### فرایند ECAP
فشار در کانال مساوی زاویه دار(ECAP) در سال ۱۹۷۰ توسعه یافت. در این فرایند یک بیلت از مواد به داخل یک کانال زاویه دار (معمولاً ۹۰ درجه) فشرده می‌شود که این باعث افزایش کرنش و در نتیجه ریزدانه شدن ساختار ماده می‌شود که گاهی اوقات برای رسیدن به حد مطلوبی از کرنش این کار چندین بار تکرار می‌شود و در هر پاس برای رسیدن به ریزساختار همگن در تمام طول قطعه کار، قطعه کار را به میزان زاویه‌ای مشخص چرخانده می‌شود.

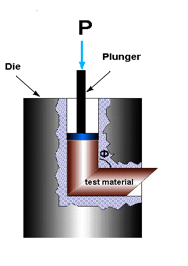
شماتیکی از فرایند ECAP.

### فرایند HPT
پیچش با فشار بالا (HPT)، در این روش یک دیسک مواد بین دو سندان قرار می‌گیرد و یک تنش فشاری بالا (معمولاً چند گیگا پاسکال) به قطعه کار اعمال می‌شود در حالی که یک سندان برای ایجاد یک نیروی پیچشی می‌چرخد.

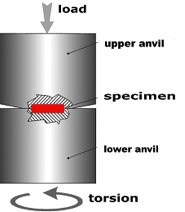
شماتیکی از فرایند HPT.

### فرایند ARB
در نورد تجمعی (ARB) دو ورق که شبیه هم هستند و در دمای زیر دمای تبلور مجدد حرارت دیده‌اند بر روی هم گذاشته می‌شوند و بر روی آن‌ها نورد انجام می‌شود تا اینکه دو ورق کاملاً به هم می‌چسبند و کرنش بالایی در ورق ایجاد شود. ممکن است برای رسیدن به حد مطلوبی از کرنش باز ورق حاصله را از وسط برش داده و ورق‌ها را بر روی هم گذاشته و باز بر روی آن‌ها عملیات نورد انجام می‌گردد و ممکن است این کار چندین بار تکرار شود. سطوح ورق‌هایی که قرار است بهم چسبیده شوند باید کاملاً تمییز شود تا اینکه کاملاً بهم جوش بخورند.

### فرایند SMAT
اخیراً از اصول روش‌های SPD برای ایجاد یک لایه مقاوم با ساختار نانو بر روی سطح مواد استفاده می‌شود. در روش مقاوم‌سازی سطح با سایش مکانیکی (SMAT) از یک کلگی التراسونیک که به یک ترانس دیوسر ۲۰KHZ متصل شده و با گلوله‌های کوچک که در بالای کلگی قرار گرفته‌اند استفاده می‌شود. قطعه کار در فاصله کوچکی در بالای کلگی نصب می‌شود فرکانس بالا باعث برخوردهای زیادی بین گلوله‌ها و سطح قطعه کار می‌شود این برخوردها یک نرخ کرنش در حدود ۱۰۳-۱۰۲ به وجود می‌آورند و یک سطح نانو ساختار(NC) تا ضخامت حدود ۵۰ میکرومتر می‌توان ایجاد شود این فرایند شبیه ساچمه زنی می‌باشد اما انرژی جنبشی گلوله‌ها در SMAT بسیار بیشتر است.

### فرایند UNSM
اصلاح سطح نانو ساختار التراسونیک (UNSM) روشی است که اخیراً برای اصلاح سطح توسعه یافته‌است. در این روش نه تنها بار استاتیکی بلکه بار دینامیکی هم اعمال می‌شود. این فرایند با ۲۰ هزار یا بیشتر از ۲۰ هزار ضربه در ثانیه و با توجه به اندازه گلوله‌ها در حدود هزار تا ۲۰ هزار ضربه در میلی‌متر مربع انجام شود. ضربات گلوله‌ها یک فورج سرد به وجود می‌آورند که یک فرایند SPD که با ریز کردن دانه‌های درشت تا مقیاس نانو سطوحی با ساختار NC ارائه می‌دهند. این فرایند بدون هیچ تغییر در خواص شیمیایی مواد یک استحکام بالا و داکتیلیتی بالا ایجاد می‌کند این روش نه تنها خواص فیزیکی و سایشی را در مواد بهبود می‌بخشد بلکه یک سطح راه راه با فرورفتگی‌های گوناگون که این خود در بعضی موارد مفید می‌باشد ایجاد می‌کند.

## کاربردها
تحقیق‌های زیادی در SPD برای ریزدانه کردن مواد صورت گرفته‌است که این ریز شدن دانه‌ها با توجه به رابطه Hall-Petch استحکام بالایی در قطعه کار ایجاد می‌کند. اندازه دانه‌ای که در فرایندهای مرسوم صنعتی بر روی فلزات به وجود می‌آید در رنج ۱۰۰–۱۰ میکرومتر می‌باشد کاهش اندازه دانه‌ها تا ۱۰–۱ میکرومتر استحکام تسلیم را تا بالاتر از۱۰۰٪ می‌تواند افزایش دهد. روش‌هایی که برای بالک مواد استفاده می‌شود مثل ECAE می‌تواند یک راه نسبتاً ارزان و قابل اعتماد برای تولید مواد با ساختار UFG در مقایسه با روش‌های انجماد سریع مثل چرخ‌های انجماد سریع فراهم کند.
از اثرات دیگر SPD تغییر تکسچر می‌باشد که کاربردهای بالقوه صنعتی مثل تغییر در ضریب لنکفورد (یک پارامتر مهم در کشش عمیق) یا خواص مغناطیسی فولادهای الکتریکی ایجاد می‌کند.
فرایندهایی مانند ECAE و HPT برای استحکام بخشیدن به پودر فلزات و کامپوزیت‌ها بدون استفاده از دماهای بالا استفاده می‌شوند (در صورتی که برای استحکام بخشیدن به پودر فلزات و کامپوزیت‌ها با فرایندهای معمولی مثل کوره‌های ایزو استاتیک و داغ (HIP) نیاز به دمای بالایی می‌باشد) اجازه می‌دهند که خواص مطلوب مثل نانو ساختارها یا ساختار آمورف حفظ شود.
از دیگر کاربردهای تجاری شناخته شده از فرایندهای SPD ساخت اهداف فرایند کندوپاش (Sputtering) و تولید تیتانیم با ساختار UFG برای ایمپلنت‌های پزشکی می‌توان نام برد.

## مکانیزم ریزدانه شدن
حضور یک فشار هیدرواستاتیک بالا در ترکیب با کرنش‌های بزرک برشی برای تولید تولید تراکم بالایی از عیوب ضروری است، نابجایی‌ها می‌توانند باعث ریز شدن قابل توجه دانه‌ها شوند.
ریز شدن دانه‌ها در فرایندهای SPD در چندین مرحله اتفاق می‌افتد:
۱. نابجایی‌هایی که در ابتدا در سراسر دانه‌ها توزیع شده‌اند به شکلی منظم (عملیات بازیابی) برای کاهش انرژی کرنش کل در کنار هم در سلول‌هایی واحد قرار می‌گیرند.
۲. در ادامه تغییر شکل نابجایی‌های بیشتری تولید می‌شود، نابجایی‌ها بین دانه‌ها توسعه می‌یابند و ریزدانه‌ها به وجود می‌آیند.
۳. فرایند در داخل دانه‌ها تا زمانی که دانه‌ها به اندازه کافی کوچک شوند و بتوانند بچرخند ادامه پیدا می‌کند.
۴. تغییر شکل بیشتر باعث می‌شود که مرزدانه‌ها با زاویه‌های بزرگ (high angle) به وجود آیند.